# Бристол M.1
Бристол M.1 (енгл. Bristol Type 10 M.1) је британски ловачки авион. Авион је први пут полетео 1916. године. 

Највећа брзина авиона при хоризонталном лету је износила 209 km/h.
Распон крила авиона је био 9,37 метара, а дужина трупа 6,24 метара. Празан авион је имао масу од 406 килограма. Нормална полетна маса износила је око 612 килограма. Био је наоружан са једним синхронизованим митраљезом калибра 7,7 милиметара Викерс.

## Наоружање
| Наоружање авиона: Бристол      |     |
| Ватрено (стрељачко) наоружање  |     |
| Топ                            |     |
| Митраљез                       |     |
| Број и ознака митраљеза        | 1   |
| Калибар                        | 7,7 |
| Бомбардерско наоружање (бомбе) |     |
| Ракетно наоружање (ракете)     |     |

## Земље које су користиле авион
- Чиле
- Велика Британија
- Аустралија